# Cerastium sinicum
Cerastium sinicum là loài thực vật có hoa thuộc họ Cẩm chướng. Loài này được Nakai mô tả khoa học đầu tiên năm 1939.